# Plewki (województwo warmińsko-mazurskie)
Plewki – wieś w Polsce położona w województwie warmińsko-mazurskim, w powiecie oleckim, w gminie Olecko.
W latach 1975–1998 miejscowość położona była w województwie suwalskim.
Wieś założona 6 maja 1562 roku przez księcia Albrechta w wyniku nadania 150 włók Jerzemu von Diebesowi. Wraz z Białą Olecką i Drozdowem stanowiły całość ziemską lokowaną na prawie lennym. W XVI wieku wybudowano w Plewkach młyn. W XVII i XVIII wieku dwór znajdował się w rękach szlacheckiej rodziny Czechańskich. Do początków XIX wieku Plewki były wsią szlachecką. Około roku 1740 powstała szkoła. Plewki przed II wojną światową liczyły 485 mieszkańców.
Dawniej wieś nazywana była Pleffken, Pleffky (zniemczona, pierwotna nazwa polska), jednakże w ramach procesu germanizacyjnego w latach trzydziestych XX w. urzędowa nazwę zmieniono na Plöwken (aby zatrzeć ślady nazwy pochodzenia słowiańskiego – tak jak w większości miejscowości tego regionu).

## Małe Plewki
Część wsi, zwana Małe Plewki, a wcześniej jeszcze Jaworek, już w czasach książęcych nazywana była Jeworek Młyn, w której chłopi z Mieruniszek odrabiali szarwark i zobowiązani byli mleć własne zboże. Około 1858 roku miejscowość ta połączyła się z Plewkami
Zobacz też: Plewki
Bibliografia:
- OLECKO Czasy, ludzie, zdarzenia Tekst: Ryszard Demby, wyd. 2000